# 第41回全日本大学サッカー選手権大会
第41回全日本大学サッカー選手権大会は1992年11月25日から11月29日にかけて開催された全日本大学サッカー選手権大会である。中央大学が27年ぶり6回目の優勝を果たした。

## 概要
9地域の代表15校と総理大臣杯全日本大学サッカートーナメント優勝校が参加した。

### 大会日程
- 1992年11月25日 - 1回戦
- 1992年11月26日 - 準々決勝
- 1992年11月28日 - 準決勝
- 1992年11月29日 - 決勝

### 開催競技場
- 国立競技場（決勝）
- 西が丘サッカー場（1回戦・準々決勝・準決勝）
- 駒沢競技場（1回戦・準々決勝）
- 秋津サッカー場（1回戦）
- 武蔵野競技場（1回戦）

## 出場大学
- 筑波大学（総理大臣杯優勝・2年連続19回目）
- 札幌大学（北海道代表・5年連続23回目）
- 岩手大学（東北代表・12年ぶり2回目）
- 国士舘大学（関東第2代表・5年連続10回目）
- 中央大学（関東第3代表・3年ぶり15回目）
- 早稲田大学（関東第4代表・3年連続21回目）
- 東海大学（関東第5代表・7年連続7回目）
- 金沢大学（北信越代表・7年連続18回目）
- 中京大学（東海代表・2年連続19回目）
- 大阪商業大学（関西第1代表・13年連続24回目）
- 天理大学（関西第2代表・17年ぶり2回目）
- 大阪体育大学（関西第3代表・3年ぶり12回目）
- 徳山大学（中国代表・初）
- 高知大学（四国代表・5年連続9回目）
- 鹿屋体育大学（九州第1代表・3年連続4回目）
- 福岡大学（九州第2代表・2年ぶり19回目）

## 試合日程・結果

### 1回戦
| 1992年11月25日 |

| 筑波大学                  | 4 - 0 | 岩手大学 |
| 辛島 · 三浦 · 上野 · 中村 |       |          |

| 西が丘サッカー場 |

| 1992年11月25日 |

| 福岡大学 | 1 - 2 延長 | 東海大学      |
| 蒲原     |            | 野竹 · 佐々井 |

| 西が丘サッカー場 |

| 1992年11月25日 |

| 中央大学                      | 4 - 0 | 徳山大学 |
| 長谷部2 (2PK) , · 沢田 · 菅野 |       |          |

| 秋津サッカー場 |

| 1992年11月25日 |

| 大阪体育大学 | 1 - 2 | 国士舘大学  |
| 沖           |       | 土橋 · 新村 |

| 秋津サッカー場 |

| 1992年11月25日 |

| 大阪商業大学            | 4 - 5 延長 | 高知大学                             |
| 黒田2 (1PK) , · 浜田2 , |            | 日野3 , · 山下 · 向薗 延前3分 (pen.) |

| 駒沢競技場 |

| 1992年11月25日 |

| 中京大学 | 1 - 0 延長 | 天理大学 |
| 石黒     |            |          |

| 武蔵野競技場 |

| 1992年11月25日 |

| 早稲田大学                | 4 - 0 | 札幌大学 |
| 相馬 · 秋元 · 塚野 · 上野 |       |          |

| 武蔵野競技場 |

| 1992年11月25日 |

| 金沢大学 | 1 - 1 延長 (PK 2-3) | 鹿屋体育大学 |
| 立花     |                     | 追田         |

| 駒沢競技場 |

### 準々決勝
| 1992年11月26日 |

| 筑波大学    | 2 - 1 | 東海大学    |
| 藤田 · 上野 |       | 萩原 後29分 |

| 西が丘サッカー場 |

| 1992年11月26日 |

| 中央大学       | 3 - 0 | 国士舘大学 |
| 菅野2 , · 大島 |       |            |

| 西が丘サッカー場 |

| 1992年11月26日 |

| 高知大学  | 2 - 1 | 中京大学 |
| 城川 · 湊 |       | 今久保   |

| 駒沢競技場 |

| 1992年11月26日 |

| 早稲田大学 | 1 - 0 | 鹿屋体育大学 |
| 秋元       |       |              |

| 駒沢競技場 |

### 準決勝
| 1992年11月28日 |

| 筑波大学 | 0 - 1 | 中央大学    |
|          |       | 沢田 後30分 |

| 西が丘サッカー場 |

| 1992年11月28日 |

| 高知大学 | 1 - 3 | 早稲田大学         |
| 山下     |       | 原田 · 上野 · 吉田 |

| 西が丘サッカー場 |

### 決勝
| 1992年11月29日 |

| 中央大学    | 1 - 0 | 早稲田大学 |
| 平山 後37分 |       |            |

| 国立競技場 |

## 最終結果
| 第41回全日本大学サッカー選手権大会 優勝チーム |
| --------------------------------------------- |
| 中央大学 27年ぶり6回目                        |

### 表彰

#### 最優秀選手賞
- 沢田謙太郎（中央大学）

#### 優秀選手賞
- ベストGK: 中原幸司（中央大学）
- ベストDF: 渡辺毅（中央大学）
- ベストMF: 藤田俊哉（筑波大学）
- ベストFW: 上野良治（早稲田大学）

## 主な出場選手
- 大神友明（筑波大学）
- 辛島啓珠（筑波大学）
- 西ヶ谷隆之（筑波大学）
- 木山隆之（筑波大学）
- 大岩剛（筑波大学）
- 望月重良（筑波大学）
- 藤田俊哉（筑波大学）
- 上野優作（筑波大学）
- 服部浩紀（筑波大学）
- 三浦文丈（筑波大学）
- 安藤正裕（国士舘大学）
- 土橋正樹（国士舘大学）
- 大柴健二（国士舘大学）
- 新村泰彦（国士舘大学）
- 深川友貴（国士舘大学）
- 新條宏喜（中央大学）
- 宮澤浩（中央大学）
- 渡辺毅（中央大学）
- 岡島清延（中央大学）
- 沢田謙太郎（中央大学）
- 長谷部茂利（中央大学）
- 菅野賢一（中央大学）
- 斉藤俊秀（早稲田大学）
- 奥野僚右（早稲田大学）
- 相馬直樹（早稲田大学）
- 原田武男（早稲田大学）
- 池田伸康（早稲田大学）
- 上野良治（早稲田大学）
- 田坂和昭（東海大学）
- 海本慶治（東海大学）
- 服部年宏（東海大学）
- 鳥居塚伸人（東海大学）
- 篠田善之（中京大学）
- 埜下荘司（大阪商業大学）
- 中口雅史（大阪商業大学）
- 杉山弘一（大阪商業大学）
- 山崎真（鹿屋体育大学）
- 加納秀益（鹿屋体育大学）